# فیلیپ نوور
فیلیپ نوور (انگلیسی: Phillipe Nover؛ زادهٔ ۳ فوریهٔ ۱۹۸۴) ورزشکار هنرهای رزمی ترکیبی و پرستار اهل ایالات متحده آمریکا است. وی بین سال‌های ۲۰۰۳ تا ۲۰۱۷ میلادی فعالیت می‌کرد.